# Miniopterus minor
Miniopterus minor är en fladdermusart som beskrevs av Peters 1867. Miniopterus minor ingår i släktet Miniopterus och familjen läderlappar. Inga underarter finns listade i Catalogue of Life. Wilson & Reeder (2005) skiljer mellan tre underarter.

## Utseende
Med en kroppslängd (huvud och bål) av cirka 53 mm, en svanslängd av 27 till 46 mm, med 37 till 41 mm långa underarmar och med en vikt av 4,6 till 6,5 g är arten minst i släktet Miniopterus. Den har utan klor 7 till 9 mm långa bakfötter och 10 till 11 mm stora öron. Typiskt för pälsens hår är ett mörkt avsnitt nära roten och en lite ljusare spets. Ovansidan ser därför mörk gråbrun till svart ut och undersidan är lite ljusare. Kännetecknande för öronen är en 6 mm lång och rak tragus med avrundad spets. Med hjälp av verktyg syns små hår på svansflyghudens ovansida.

## Utbredning
Arten förekommer med två populationer i Afrika, en i västra Kongo-Kinshasa (samt angränsande regioner) och en i gränsområdet mellan Kenya och Tanzania vid Indiska oceanen. Denna fladdermus lever i låglandet och i kulliga regioner upp till 300 meter över havet. Den vistas nära havet i fuktiga skogar och mer inåt landet i savanner med trädgrupper.

## Ekologi
Exemplaren vilar på dagen i grottor. I östra Afrika finns mellan juli och oktober en längre torrperiod och under denna tid intar fladdermusen ett stelt tillstånd (torpor) och kroppstemperaturen minskar med upp till 24 °C. Under parningstiden mellan mars och juni kan hannar kortvarig uppvisa ett liknande beteende. Det görs antagligen för att spara energi som behövs för parningen. Enligt uppskattningar består födan liksom hos andra släktmedlemmar med samma storlek av mjuka skalbaggar och fjärilar.
Hannar bor i grottor som ligger nära havet och honor vandrar mellan dessa och grottor som används för ungarnas födelse och uppfostring. Vid början av parningstiden i mars strider upp till 30 hannar om en bra plats i grottan. Dessutom urineras på den egna kroppen vad som orsakar en intensiv lukt. Antagligen visas så för honor vilken hanne är friskast. Det kan även vara att en hona parar sig med flera hannar och vice versa. Efter kopulationen förvaras hannens sädesvätska upp till tre veckor i honans könsdelar innan ägget befruktas. Den enda ungen föds under regntiden mellan november och januari. Hannar parar sig tidigast vid följande parningssäsong.

## Hot
Antagligen påverkas beståndet av skogsbruk och skogens omvandling till odlingsmark. Miniopterus minor är sällsynt och populationens storlek är okänd. IUCN kategoriserar arten globalt som otillräckligt studerad.